# Richard Kruspe
Richard Zven Kruspe, nato Sven Kruspe (Wittenberge, 24 giugno 1967), è un chitarrista e cantante tedesco, noto per essere il fondatore del gruppo musicale industrial metal Rammstein e frontman degli Emigrate.

## Biografia

### Primi anni
Kruspe è nato a Wittenberge (ai tempi parte della Repubblica Democratica Tedesca), ma con la sua famiglia si trasferì a Weisen. Sebbene Sven fosse il suo nome di battesimo, ha deciso di cambiarlo in Richard Zven in quanto crede che chiunque sia in grado di cambiare il proprio nome se lo desidera. I suoi genitori divorziarono quando era un bambino; sua madre si risposò, ma i rapporti di Richard con la madre e con il patrigno erano pessimi. In un'intervista Kruspe racconta che a 13 anni iniziò a scappare di casa e dormire sulle panchine dei parchi pubblici, secondo lui un'eventualità impensabile nella Germania Est di quegli anni. Da bambino Richard era un fan dei Kiss. A tal proposito ricorda «I bambini scrivevano Kiss sui loro diari, e se gli insegnanti li vedevano, avrebbero potuto espellerli». Quando aveva dodici anni, aveva un poster dei Kiss appeso nella sua stanza, ma il suo patrigno glielo strappò; Richard restò alzato tutta la notte per rimetterlo insieme. A sedici anni, Richard comprò una chitarra in Cecoslovacchia, con l'intenzione di rivenderla per far soldi. Un giorno, in un campo estivo, una ragazza gli chiese di suonarla, dicendo «Suona qualcosa! Suona qualcosa!» anche se lui le diceva di non saperla suonare. «Un giorno ho preso quella dannata chitarra e ho iniziato a strimpellare e alla ragazza piacque davvero molto. L'ho fatto con lei? No... ma mi ha fatto pensare cosa con la chitarra potessi ottenere!»
A diciannove anni, annoiato dell'apatica scena musicale del suo paese, si trasferì a Berlino Est, visse in Lychener Straße dove faceva musica tutto il giorno. Per due anni visse in un appartamento con un kit di batteria e la chitarra, scrivendo musica in autonomia; intorno allo stesso periodo si iscrisse al conservatorio e intraprese alcuni lavori, tra cui cuoco, autista e lavavetri. Il 10 ottobre 1989, prima della caduta del Muro di Berlino, si trovò inconsapevolmente in mezzo a una dimostrazione politica: fu colpito alla testa e arrestato solo per essere stato presente, restando in prigione per sei giorni. Una volta uscito decise di lasciare la Germania Est per andare nella Germania Ovest passando per la Cecoslovacchia; fece successivamente ritorno nella Germania Est una volta crollato il muro.

### Carriera musicale

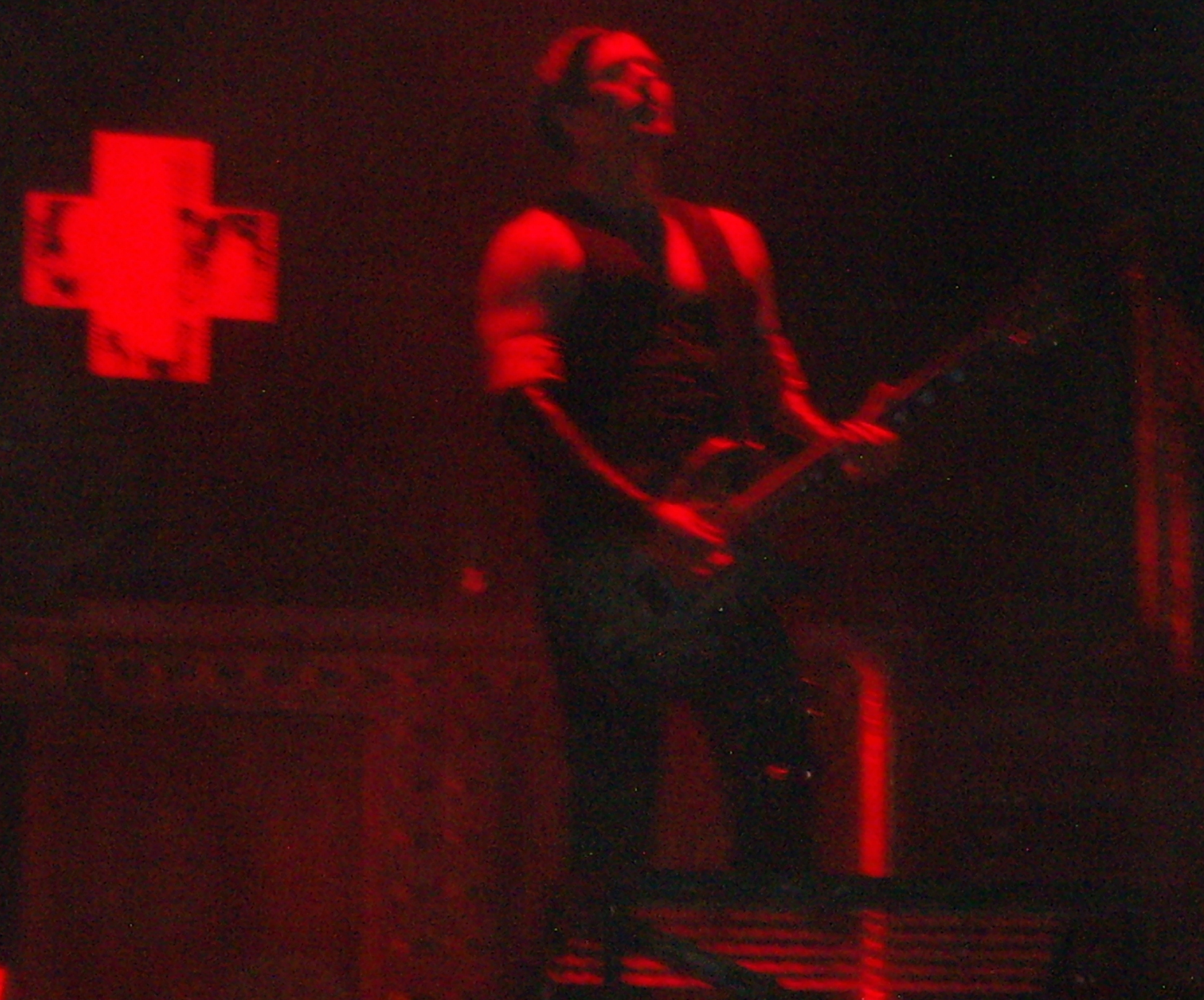
Richard Kruspe a Villafranca di Verona.

Nel 1991 Kruspe è entrato a far parte degli Orgasm Death Gimmicks, gruppo che suonava musica con forti influenze anglo/americane. Successivamente ha fatto il tessitore di cesti di vimini con Till Lindemann (che in quel momento era batterista dei First Arsch), ha vissuto con Oliver Riedel (bassista dei Inchtabokatables) ed ha incontrato Christoph Schneider (batterista dei Die Firma). Nel 1992 Kruspe, dopo aver fatto il suo primo viaggio negli Stati Uniti d'America con Lindemann e Riedel si è reso conto che la musica che precedentemente aveva fatto non faceva per lui: avevano previsto insieme qualcosa con le percussioni e le chitarre pesanti. I quattro hanno cominciato a lavorare insieme su un nuovo progetto. Un concorso per band era stato annunciato in Germania ed il premio erano delle sessioni in uno studio di registrazione. I quattro hanno registrato il primo demo con il nome Rammstein ed hanno vinto. Successivamente Paul Landers li ha conosciuti ed ha dimostrato interesse per la band, e con il tastierista Christian Lorenz (suo compagno nei Feeling B.) ha completato l'organico del gruppo.

Sembra che sia stato Richard a scegliere il nome Rammstein per la band, commentandolo così: 
Nel 2005 Kruspe fondò gli Emigrate, ricoprendo il ruolo di cantante, chitarrista e compositore principale e pubblicando nel corso degli anni quattro album. Riguardo alla creazione del gruppo, lo stesso spiegò in un'intervista del 2007 di essersi sentito sempre meno coinvolto nei Rammstein nonostante la sua necessità di completare nuova musica da lui composta e, al fine di non compromettere la relazione con gli altri componenti, decise che la soluzione migliore fosse quella di dare vita a un nuovo progetto musicale. Nel periodo attorno alla pubblicazione del secondo album Silent So Long, il chitarrista ha ribadito come il processo di scrittura negli Emigrate risulti più divertente e coinvolgente rispetto ai Rammstein, motivando che in questi ultimi «spesso le decisioni vengono prese a causa dell'ego, non a causa della musica». Solo con il 2018 la situazione si è stabilizzata al punto che Kruspe ha invitato Lindemann a cantare in alcuni brani degli Emigrate apparsi nei successivi album A Million Degrees e The Persistence of Memory.

## Vita privata
Nel 1991 ha avuto da una prima relazione con una donna la figlia Khira Li Lindemann; il suo cognome è lo stesso del cantante dei Rammstein in quanto la madre era precedentemente sposata con quest'ultimo e tenne il cognome anche dopo il divorzio e la successiva relazione di Kruspe, con il quale non si sposò mai. Khira Li è apparsa durante l'esecuzione di Tier tratta da Live aus Berlin (1997) e come seconda voce nel brano Spieluhr tratto da Mutter. Nel dicembre 1992 ha avuto il figlio Merlin Esra dalla relazione con Tatjana Besson, bassista e cantante dei Tatjana Besson.
Nel 1999 sposò l'attrice sudafricana Caron Bernstein. Kruspe stesso compose la musica per il matrimonio di rito ebraico, cambiò il suo cognome in Kruspe-Bernstein e seguì Caron trasferendosi da Berlino a New York. È stato importante per lui lasciare Berlino, a cui attribuiva un'"energia distruttiva", e allontanarsi per un certo periodo dai Rammstein, dopo che nel gruppo erano sorte numerose tensioni tra lui e il resto della band. Aveva un esaurimento e problemi di droga. Si è curato con l'autoterapia e la terapia di reincarnazione e ha deciso di incominciare a cantare nel suo nuovo gruppo Emigrate. In un'intervista ha assimilato il suo desiderio di fare musica a una forma di dipendenza, per cui ha potuto abbandonare la droga solo fondando un nuovo gruppo musicale in modo da riempire le pause fissate nel calendario dei Rammstein. Nel 2005 divorzia da Bernstein e riprende il cognome Kruspe.
Si lega a Margaux Bossieux, bassista del gruppo punk Dirty Mary nonché seconda cantante e chitarrista nel primo album degli Emigrate. Secondo Bernstein, una delle ragioni del loro divorzio fu una relazione extraconiugale fra il chitarrista e Bossieux, che all'epoca era la sua migliore amica. Nel settembre 2011 la coppia ha avuto la prima figlia.

## Discografia

### Con i First Arsch
- 1992 – Saddle Up

### Con i Rammstein
- 1995 – Herzeleid
- 1997 – Sehnsucht
- 2001 – Mutter
- 2004 – Reise, Reise
- 2005 – Rosenrot
- 2009 – Liebe ist für alle da
- 2019 – Rammstein
- 2022 – Zeit

### Con gli Emigrate
- 2007 – Emigrate
- 2014 – Silent So Long
- 2018 – A Million Degrees
- 2021 – The Persistence of Memory

### Collaborazioni
- 2007 – Apocalyptica – Worlds Collide (chitarra in Helden)
- 2017 – Vamps – Underworld (chitarra in Rise or Die)
- 2019 – Aesthetic Perfection – Into the Black (chitarra in Gods & Gold)
- 2022 – Lifeline International – Come Together (chitarra)